# Cowden
Cowden és una població dels Estats Units a l'estat d'Illinois. Segons el cens del 2000 tenia 612 habitants.

## Demografia
Segons el cens del 2000, Cowden tenia 612 habitants, 238 habitatges, i 159 famílies. La densitat de població era de 590,7 habitants/km².
Dels 238 habitatges en un 33,2% hi vivien nens de menys de 18 anys, en un 52,1% hi vivien parelles casades, en un 13% dones solteres, i en un 32,8% no eren unitats familiars. En el 31,1% dels habitatges hi vivien persones soles el 15,1% de les quals corresponia a persones de 65 anys o més que vivien soles. El nombre mitjà de persones vivint en cada habitatge era de 2,57 i el nombre mitjà de persones que vivien en cada família era de 3,21.
Per edats la població es repartia de la següent manera: un 30,6% tenia menys de 18 anys, un 9,2% entre 18 i 24, un 26% entre 25 i 44, un 19,1% de 45 a 60 i un 15,2% 65 anys o més.
L'edat mediana era de 33 anys. Per cada 100 dones de 18 o més anys hi havia 84 homes.
La renda mediana per habitatge era de 25.938 $ i la renda mediana per família de 32.059 $. Els homes tenien una renda mediana de 31.307 $ mentre que les dones 24.792 $. La renda per capita de la població era de 12.583 $. Aproximadament el 16,3% de les famílies i el 19,8% de la població estaven per davall del llindar de pobresa.

## Poblacions més properes
El següent diagrama mostra les poblacions més properes.